# Coppa dell'Amicizia italo-francese 1960
La Coppa dell’Amicizia italo-francese 1960 fu la seconda edizione di una manifestazione amichevole estiva organizzata direttamente dalle leghe calcistiche di Italia e Francia. Le gare d'andata si giocarono il 12 giugno, mentre quelle di ritorno vennero disputate il 19 e il 26 di giugno.
L'edizione del torneo vide la partecipazione di sedici squadre di club per nazione. La delegazione italiana fu decisa direttamente dalla Lega Calcio sparpagliando le proprie squadre rispetto alla contemporanea Coppa delle Alpi. La vittoria non andava ad una singola squadra, bensì alla lega nazionale che otteneva più punti.

## Incontri
| Squadra 1      | Squadra 2         | andata | ritorno |
| -------------- | ----------------- | ------ | ------- |
| Stade Reims    | Juventus          | 4 - 4  | 1 - 2   |
| Nîmes          | Bologna           | 3 - 4  | 2 - 2   |
| Valenciennes   | Bari              | 4 - 2  | 1 - 3   |
| Limoges        | Udinese           | 1 - 1  | 0 - 2   |
| Grenoble       | Reggiana          | 5 - 2  | 2 - 2   |
| AS Troyes-Sav. | Brescia           | 4 - 1  | 0 - 3   |
| Red Star       | Marzotto Valdagno | 0 - 3  | 1 - 1   |
| Metz           | Como              | 3 - 1  | 0 - 2   |
| Fiorentina     | RC France         | 2 - 1  | 3 - 3   |
| Milan          | Tolosa            | 6 - 3  | 2 - 0   |
| Atalanta       | Lens              | 1 - 0  | 0 - 3   |
| SPAL           | Le Havre          | 3 - 1  | 3 - 2   |
| Lazio          | Sedan             | 3 - 1  | 4 - 2   |
| Torino         | Nancy             | 0 - 0  | 2 - 1   |
| Lecco          | Rouen             | 1 - 3  | 0 - 2   |
| Mantova        | Montpellier       | 2 - 1  | 0 - 3   |

### Classifica
| Lega calcistica | P.ti | V  | P | S  | RF | RS | DR  |
| --------------- | ---- | -- | - | -- | -- | -- | --- |
| Italia          | 41   | 17 | 7 | 8  | 67 | 57 | +10 |
| Francia         | 23   | 8  | 7 | 17 | 57 | 67 | -10 |